# Commonwealth Games 2006/Triathlon
Bei den Commonwealth Games 2006 in der australischen Metropole Melbourne fand im Triathlon je ein Wettbewerb für Männer und für Frauen statt.
Beide Veranstaltungen gingen über die olympische Distanz von 1,5 km Schwimmen, 40 km Radfahren und 10 km Laufen.
Austragungsort war der Melbourner Vorort St. Kilda.

## Frauen

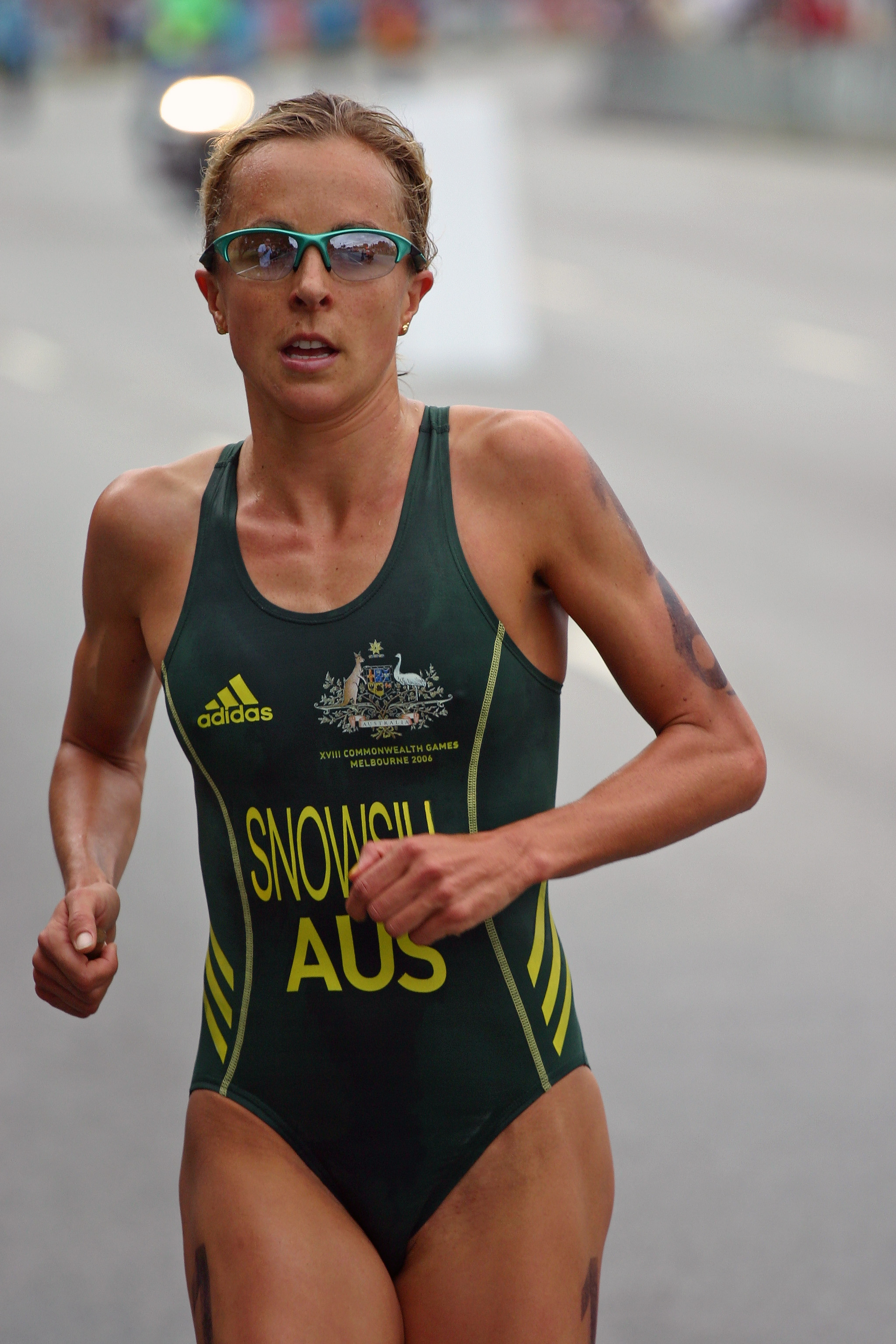
Siegerin
Emma Snowsill

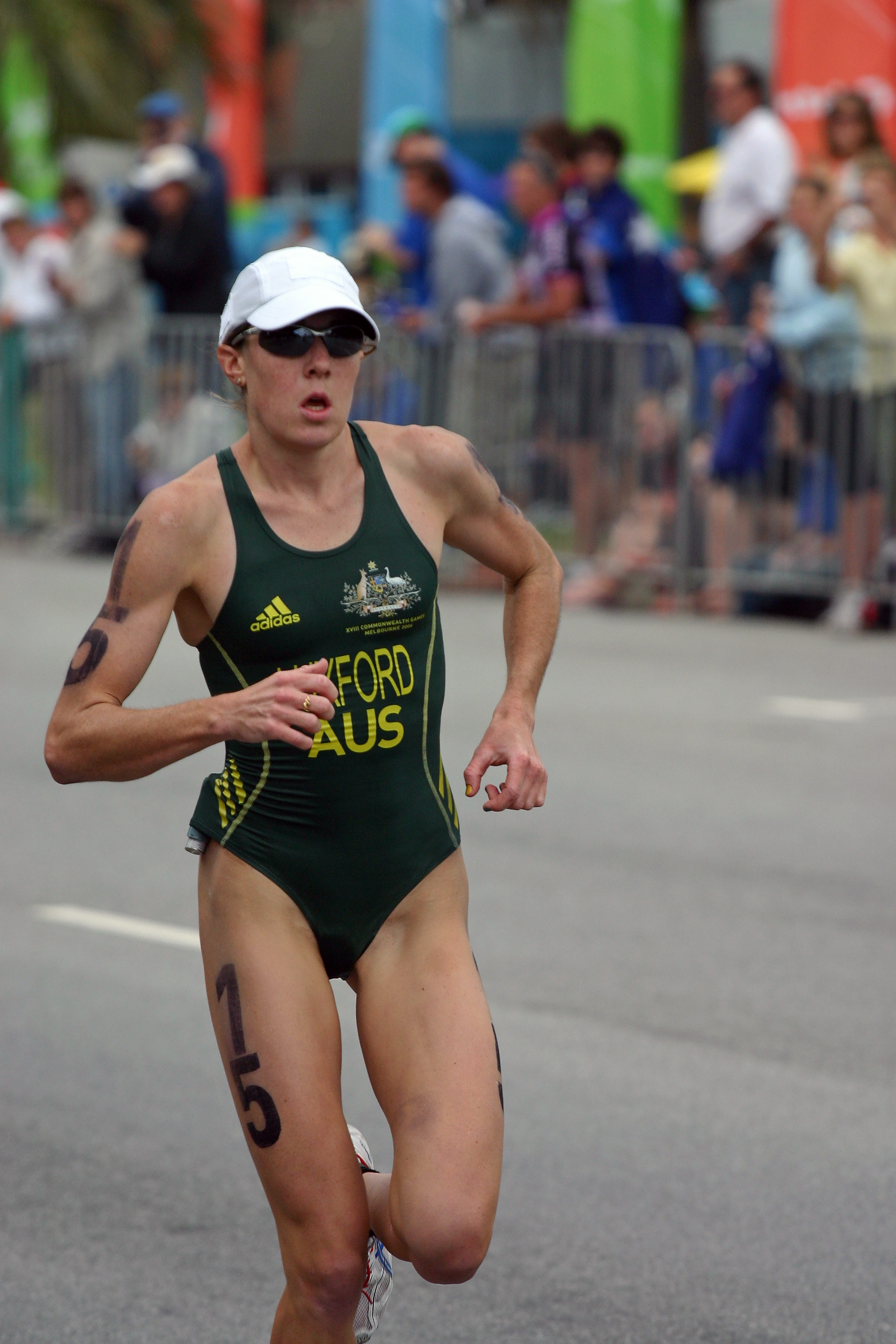
Annabel Luxford (5.)

Start: 18. März 2006, 09:00 Uhr
| Platz | Sportlerin          | Nation              | Zeit      |
| ----- | ------------------- | ------------------- | --------- |
| 1     | Emma Snowsill       | Australien          | 1:58:02 h |
| 2     | Samantha Warriner   | Neuseeland          | 1:58:38 h |
| 3     | Andrea Hewitt       | Neuseeland          | 1:58:45 h |
| 4     | Debbie Tanner       | Australien          | 1:58:46 h |
| 5     | Annabel Luxford     | Australien          | 1:59:19 h |
| 6     | Liz Blatchford      | England             | 1:59:30 h |
| 7     | Andrea Whitcombe    | England             | 2:00:11 h |
| 8     | Flora Jane Duffy    | Bermuda             | 2:00:35 h |
| 9     | Jill Savege         | Kanada              | 2:00:54 h |
| 10    | Julie Dibens        | England             | 2:01:02 h |
| 11    | Annaliese Heard     | Wales               | 2:02:05 h |
| 12    | Suzanne Weckend     | Kanada              | 2:02:18 h |
| 13    | Leanda Cave         | Wales               | 2:02:28 h |
| 14    | Felicity Abram      | Australien          | 2:03:24 h |
| 15    | Catriona Morrison   | Schottland          | 2:04:30 h |
| 16    | Kate Roberts        | Südafrika           | 2:04:47 h |
| 17    | Helen Tucker        | Wales               | 2:05:30 h |
| 18    | Kerry Lang          | Schottland          | 2:06:16 h |
| 19    | Gillian Kornell     | Kanada              | 2:06:43 h |
| 20    | Samantha Herridge   | Guernsey            | 2:08:10 h |
| 21    | Heather Wilson      | Nordirland          | 2:12:46 h |
| 22    | Kimbeley Fui Li Yap | Malaysia            | 2:17:29 h |
| 23    | Kelly Marie Mouttet | Trinidad und Tobago | 2:18:47 h |
| 24    | Karen Smith         | Bermuda             | 2:22:22 h |

## Männer

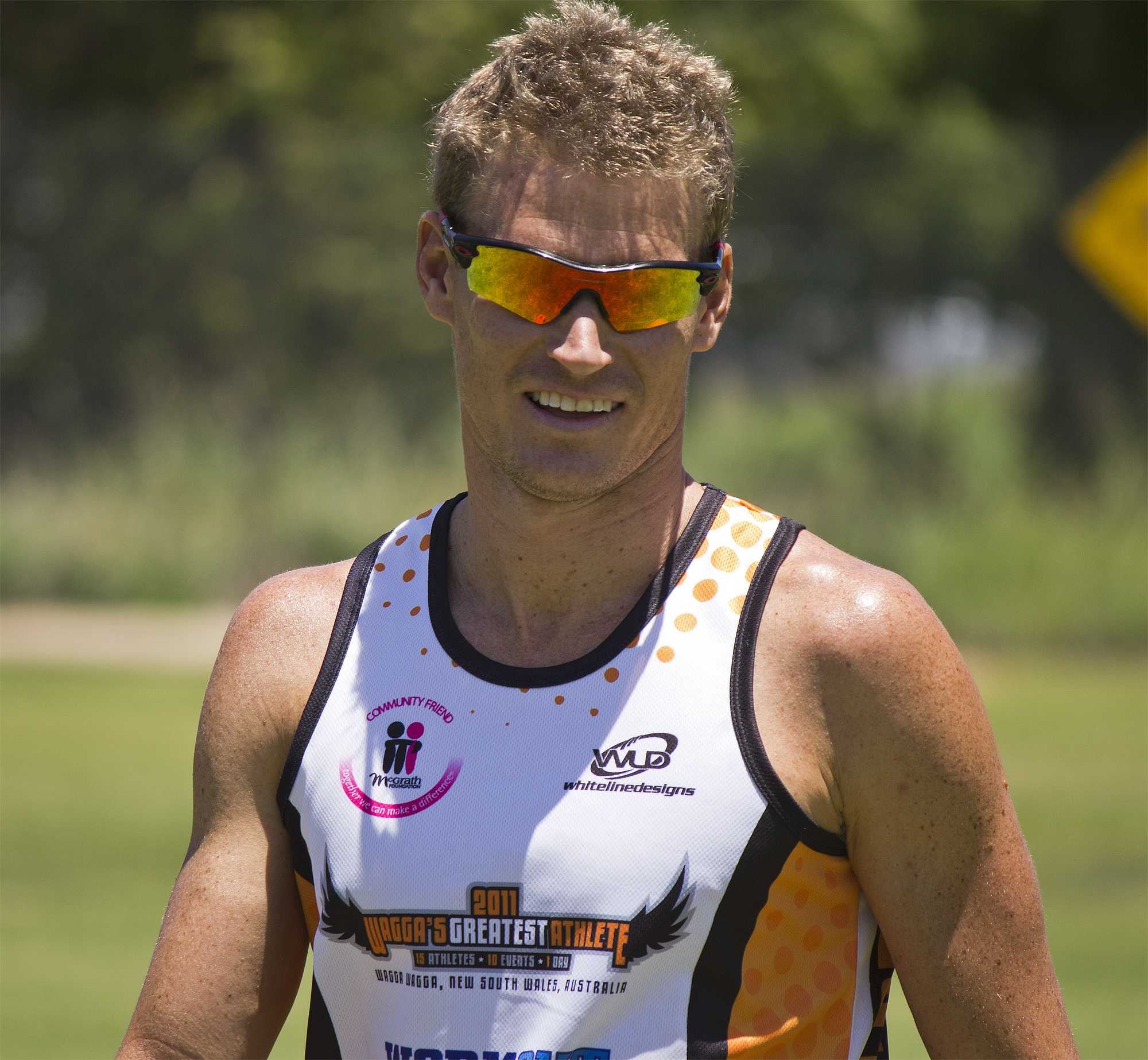
Sieger
Brad Kahlefeldt

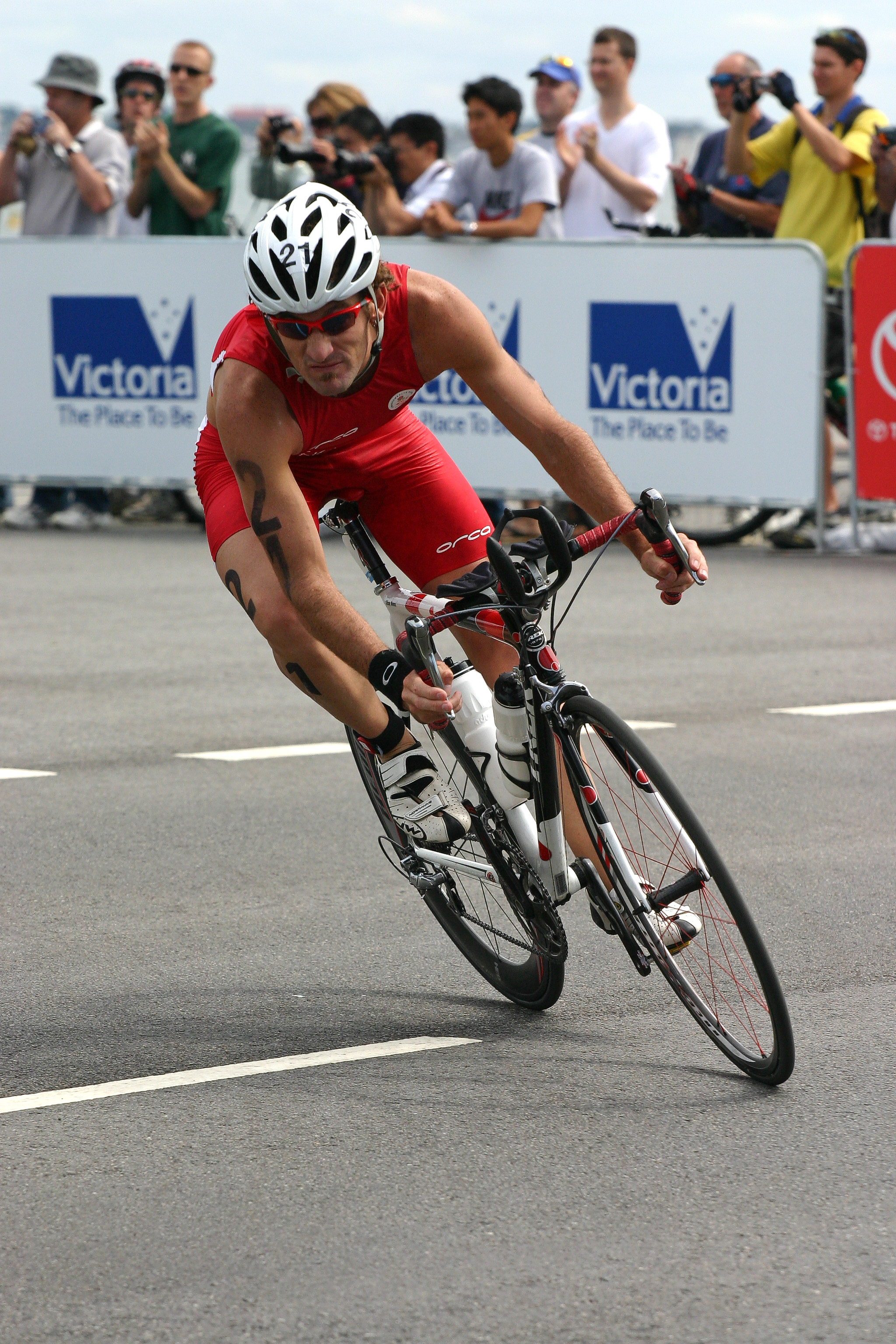
Tim Don (4.)

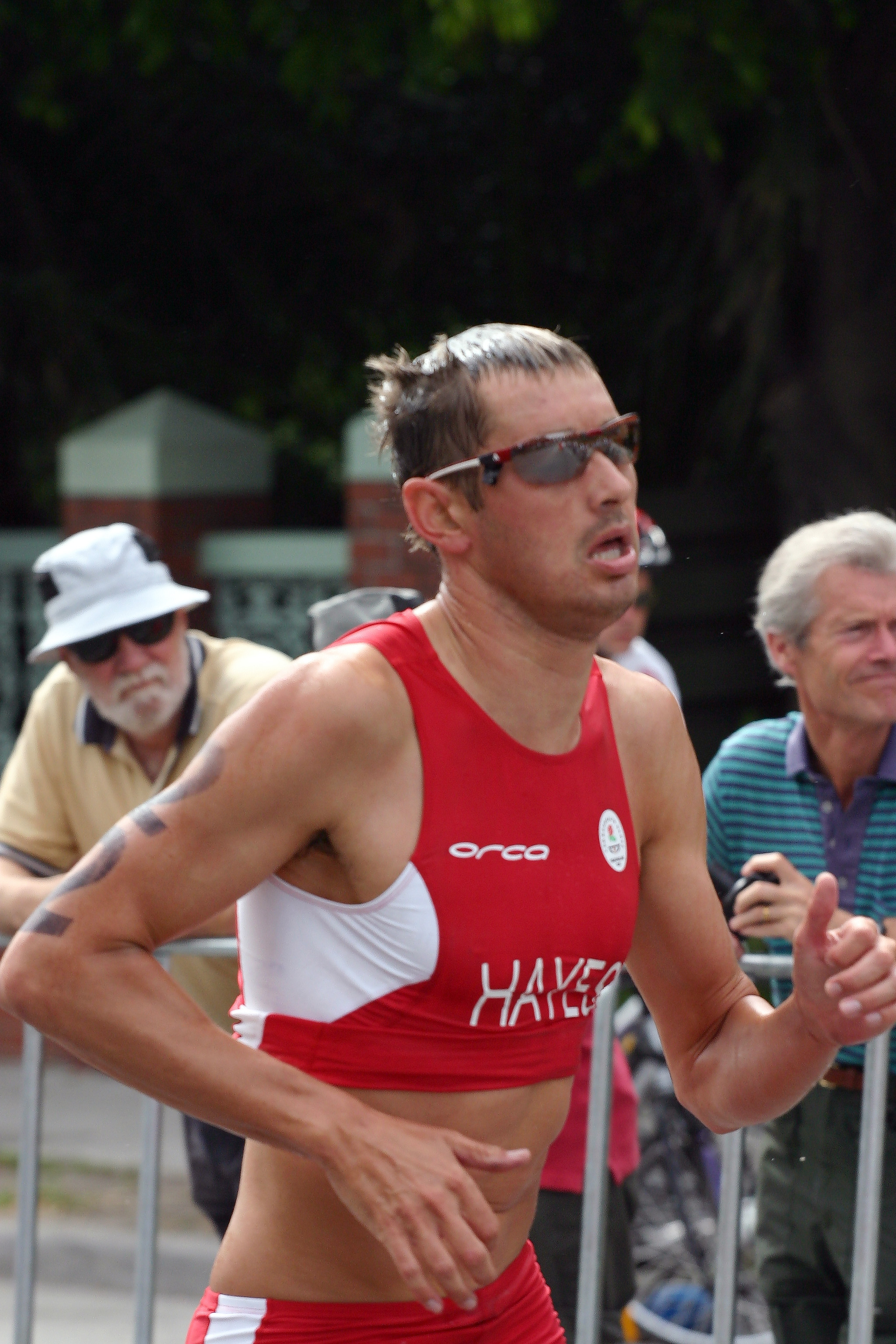
Stuart Hayes (9.)

Start: 18. März 2006, 13:00 Uhr
| Platz | Sportler             | Nation              | Zeit      |
| ----- | -------------------- | ------------------- | --------- |
| 1     | Brad Kahlefeldt      | Australien          | 1:49:16 h |
| 2     | Bevan Docherty       | Neuseeland          | 1:49:26 h |
| 3     | Peter Robertson      | Australien          | 1:49:32 h |
| 4     | Tim Don              | England             | 1:49:38 h |
| 5     | Kris Gemmell         | Neuseeland          | 1:50:10 h |
| 6     | Hamish Carter        | Neuseeland          | 1:50:35 h |
| 7     | Will Clarke          | England             | 1:50:42 h |
| 8     | Paul Tichelaar       | Kanada              | 1:50:51 h |
| 9     | Stuart Hayes         | England             | 1:50:53 h |
| 10    | Hendrik De Villiers  | Südafrika           | 1:50:53 h |
| 11    | Simon Thompson       | Australien          | 1:51:15 h |
| 12    | Brent McMahon        | Kanada              | 1:51:50 h |
| 13    | Brad Storm           | Südafrika           | 1:52:35 h |
| 14    | Marc Jenkins         | Wales               | 1:53:40 h |
| 15    | Gavin Noble          | Nordirland          | 1:54:25 h |
| 16    | Colin Jenkins        | Kanada              | 1:56:07 h |
| 17    | Brian Campbell       | Nordirland          | 1:59:34 h |
| 18    | Ian Andrew le Pelley | Guernsey            | 2:03:36 h |
| 19    | Timothy Rogers       | Jersey              | 2:05:25 h |
| 20    | Damian Thacker       | Guernsey            | 2:05:44 h |
| 21    | Alan Rowe            | Guernsey            | 2:05:53 h |
| 22    | Scott Pitcher        | Jersey              | 2:06:34 h |
| 23    | Paul Clements        | Jersey              | 2:06:58 h |
| 24    | Marc Decaul'         | Grenada             | 2:10:53 h |
| 25    | Cedric Bathfield     | Mauritius           | 2:12:23 h |
| 26    | Christopher Symonds  | Ghana               | 2:14:41 h |
| 27    | Elliot Mason         | Antigua und Barbuda | 2:18:44 h |
| 28    | Michee Bhageea       | Mauritius           | 2:19:54 h |
| 29    | Stanley Ofasisili    | Salomonen           | 2:28:11 h |
| 30    | Marcus Forau         | Salomonen           | 2:33:55 h |
| 31    | Wilfred Tony Bosa    | Salomonen           | 2:36:15 h |